# Heisson
Heisson az Amerikai Egyesült Államok északnyugati részén, Washington állam Clark megyéjében elhelyezkedő önkormányzat nélküli település.
A település névadója Alexander Heisen, aki nevének használatáért cserébe engedélyezte a kormányzatnak a fakitermelést. A férfi keresztnevét a posta elírta, így a térképekre is „Heisson” alakban került fel, viszont a vasúti megállót Heisennek hívják.

## Fordítás
- Ez a szócikk részben vagy egészben  a   Heisson, Washington című angol Wikipédia-szócikk ezen változatának fordításán alapul.  Az eredeti cikk szerkesztőit annak laptörténete sorolja fel. Ez a jelzés csupán a megfogalmazás eredetét és a szerzői jogokat jelzi, nem szolgál a cikkben szereplő információk forrásmegjelöléseként.